# 拉德武夫

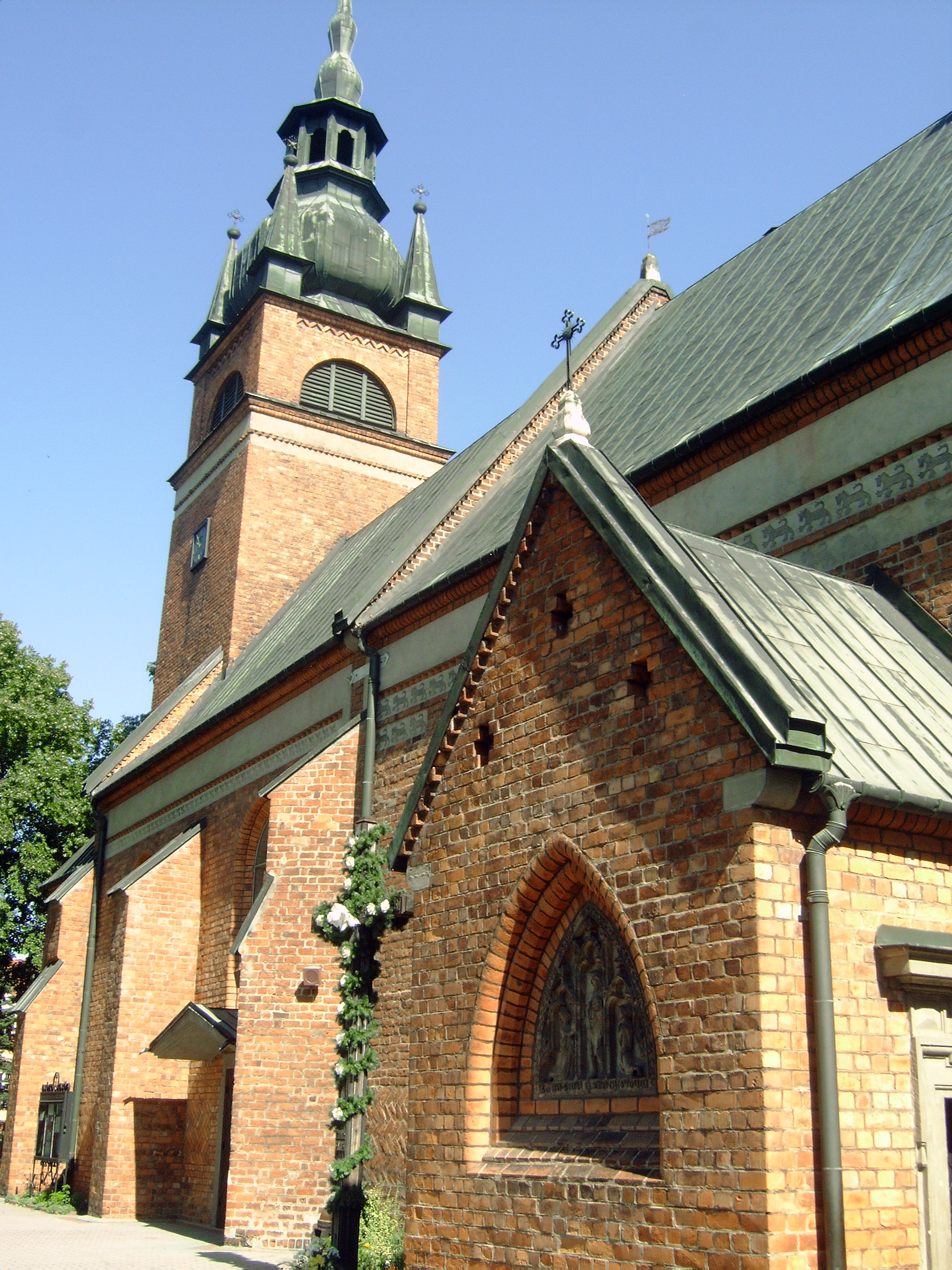

拉德武夫是波蘭的城鎮，位於該國東南部，距離克拉科夫66公里，由小波蘭省負責管轄，面積16.83平方公里，鎮上的皇宮建於十九世紀，2010年人口2,741。

## 外部連結
- Jewish Community in Radłów （页面存档备份，存于） on Virtual Shtetl

50°5′N 20°51′E / 50.083°N 20.850°E